# Машна
Машна (пол. Maszna) — село в Польщі, у гміні Тересін Сохачевського повіту Мазовецького воєводства.
Населення — 305 осіб (2011).
У 1975-1998 роках село належало до Скерневицького воєводства.

## Демографія
Демографічна структура станом на 31 березня 2011 року:
|          | Загалом | Допрацездатний вік | Працездатний вік | Постпрацездатний вік |
| -------- | ------- | ------------------ | ---------------- | -------------------- |
| Чоловіки | 164     | 35                 | 113              | 16                   |
| Жінки    | 141     | 27                 | 83               | 31                   |
| Разом    | 305     | 62                 | 196              | 47                   |